# Llista de monuments de Sant Vicenç dels Horts
Llista de monuments de Sant Vicenç dels Horts inclosos en l'Inventari del Patrimoni Arquitectònic Català per al municipi de Sant Vicenç dels Horts (Baix Llobregat). Inclou els inscrits en el Registre de Béns Culturals d'Interès Nacional (BCIN) amb la classificació de monuments històrics i els Béns Culturals d'Interès Local (BCIL) de caràcter arquitectònic.
| Monument                                                  | Protecció    | Estil/època                                          | Localització                                                                                              | Coordenades                                          | Codi?         | Imatge |
| --------------------------------------------------------- | ------------ | ---------------------------------------------------- | --- | ---------------------------------------------------- | ------------- | --- |
| Castell de Sant Vicenç, Can Perals                        | BCIN 1545-MH | Medieval                                             | Sant Vicenç dels Horts Enderrocat l'any 1976                                                              |                                                      | RI-51-0005682 | Castell de Sant Vicenç (Sant Vicenç dels Horts) · Vegeu més fotos d'aquest monument · Carregueu una nova foto d'aquest monument                            |
| El Molí dels Frares                                       | BCIL 2007    | Gòtic, noucentisme XIV, XX                           | Sant Vicenç dels Horts Camí de can Munner                                                                 | 41° 24′ 13″ N, 2° 00′ 00″ E / 41.4035°N,2.00009°E    | IPA-19332     | El Molí dels Frares (Sant Vicenç dels Horts) · Vegeu més fotos d'aquest monument · Carregueu una nova foto d'aquest monument                               |
| Casa de la Vila                                           |              | Modernisme XX Inici                                  | Sant Vicenç dels Horts Pl. de la Vila                                                                     | 41° 23′ 36″ N, 2° 00′ 34″ E / 41.393206°N,2.009516°E | IPA-19333     | Casa de la Vila (Sant Vicenç dels Horts) · Vegeu més fotos d'aquest monument · Carregueu una nova foto d'aquest monument                                   |
| Església parroquial de Sant Vicenç Màrtir                 |              | Barroc XVIII                                         | Sant Vicenç dels Horts C. Sant Jordi                                                                      | 41° 23′ 34″ N, 2° 00′ 39″ E / 41.392842°N,2.010852°E | IPA-19334     | Església parroquial de Sant Vicenç Màrtir (Sant Vicenç dels Horts) · Vegeu més fotos d'aquest monument · Carregueu una nova foto d'aquest monument         |
| La Caixa de Pensions                                      |              | Noucentisme XX                                       | Sant Vicenç dels Horts C. J. Duran - c. F. Moragues                                                       | 41° 23′ 35″ N, 2° 00′ 37″ E / 41.393136°N,2.010326°E | IPA-19335     | La Caixa de Pensions (Sant Vicenç dels Horts) · Vegeu més fotos d'aquest monument · Carregueu una nova foto d'aquest monument                              |
| Can Pujador, Casa Gran de Salavert                        | BCIL 2007    | Obra popular                                         | Sant Vicenç dels Horts Barriada de Can Ros                                                                | 41° 24′ 06″ N, 2° 00′ 04″ E / 41.401571°N,2.001159°E | IPA-19336     | Can Pujador (Sant Vicenç dels Horts) · Vegeu més fotos d'aquest monument · Carregueu una nova foto d'aquest monument                                       |
| Ca n'Aymerich                                             |              | Noucentisme XVI, XX                                  | Sant Vicenç dels Horts C. Nou, 63-69                                                                      | 41° 23′ 30″ N, 2° 00′ 44″ E / 41.391589°N,2.012129°E | IPA-19337     | Ca n'Aymerich (Sant Vicenç dels Horts) · Vegeu més fotos d'aquest monument · Carregueu una nova foto d'aquest monument                                     |
| Can Reverter                                              | BCIL 2007    | Noucentisme XX                                       | Sant Vicenç dels Horts Torres i Bages                                                                     | 41° 23′ 33″ N, 2° 00′ 28″ E / 41.392598°N,2.00791°E  | IPA-19338     | Can Reverter (Sant Vicenç dels Horts) · Vegeu més fotos d'aquest monument · Carregueu una nova foto d'aquest monument                                      |
| Torre Orris                                               | BCIL 2007    | Noucentisme Melcior Vinyals i Muñoz XX               | Sant Vicenç dels Horts El Serral                                                                          | 41° 24′ 04″ N, 2° 00′ 31″ E / 41.401057°N,2.008572°E | IPA-19339     | Torre Orris (Sant Vicenç dels Horts) · Vegeu més fotos d'aquest monument · Carregueu una nova foto d'aquest monument                                       |
| Can Comamala                                              | BCIL 2016    | Eclecticisme XX Inici                                | Sant Vicenç dels Horts C. J. Verdaguer, 105                                                               | 41° 23′ 46″ N, 2° 00′ 29″ E / 41.396242°N,2.008059°E | IPA-19340     | Can Comamala (Sant Vicenç dels Horts) · Vegeu més fotos d'aquest monument · Carregueu una nova foto d'aquest monument                                      |
| Habitatge al passatge Turó 18-20, Cal Turó                |              | Noucentisme XX                                       | Sant Vicenç dels Horts Passatge Turó, 18-20                                                               | 41° 23′ 35″ N, 2° 00′ 28″ E / 41.39318°N,2.007715°E  | IPA-19341     | Cal Turó (Sant Vicenç dels Horts) · Vegeu més fotos d'aquest monument · Carregueu una nova foto d'aquest monument                                          |
| Habitatges al carrer Jacint Verdaguer, 97-103             |              | Noucentisme XX                                       | Sant Vicenç dels Horts C. Jacint Verdaguer, 97-103                                                        | 41° 23′ 45″ N, 2° 00′ 30″ E / 41.395879°N,2.008227°E | IPA-19342     | Habitatges al carrer Jacint Verdaguer, 97-103 (Sant Vicenç dels Horts) · Vegeu més fotos d'aquest monument · Carregueu una nova foto d'aquest monument     |
| Habitatges al carrer Jacint Verdaguer, 191-197            | BCIL 2007    | Noucentisme XX Inici                                 | Sant Vicenç dels Horts C. Jacint Verdaguer, 191-197                                                       | 41° 23′ 54″ N, 2° 00′ 25″ E / 41.398371°N,2.007027°E | IPA-19343     | Habitatges al carrer Jacint Verdaguer, 191-197 (Sant Vicenç dels Horts) · Vegeu més fotos d'aquest monument · Carregueu una nova foto d'aquest monument    |
| Habitatge a la plaça Carme de Llinàs, 7                   |              | Noucentisme XX                                       | Sant Vicenç dels Horts Pl. Carme de Llinàs, 7                                                             | 41° 23′ 16″ N, 2° 00′ 42″ E / 41.38773°N,2.011672°E  | IPA-19344     | Habitatge a la plaça Carme de Llinàs, 7 (Sant Vicenç dels Horts) · Vegeu més fotos d'aquest monument · Carregueu una nova foto d'aquest monument           |
| Habitatge al carrer Abadessa Reverter                     | BCIL 2007    | Noucentisme XX                                       | Sant Vicenç dels Horts C. Abadessa Reverter - c. Unitat, 6                                                | 41° 23′ 15″ N, 2° 00′ 43″ E / 41.387382°N,2.012010°E | IPA-19345     | Habitatge al carrer Abadessa Reverter (Sant Vicenç dels Horts) · Vegeu més fotos d'aquest monument · Carregueu una nova foto d'aquest monument             |
| Habitatge al carrer Ferrés i Costa, 52                    |              | Noucentisme XX                                       | Sant Vicenç dels Horts C. Ferrés i Costa, 52                                                              | 41° 23′ 15″ N, 2° 00′ 45″ E / 41.387553°N,2.012474°E | IPA-19346     | Casa Boloix (Sant Vicenç dels Horts) · Vegeu més fotos d'aquest monument · Carregueu una nova foto d'aquest monument                                       |
| Habitatge al carrer Jacint Verdaguer, 171                 |              | Noucentisme XX                                       | Sant Vicenç dels Horts C. J. Verdaguer, 171                                                               | 41° 23′ 52″ N, 2° 00′ 27″ E / 41.397707°N,2.007485°E | IPA-19347     | Habitatge al carrer Jacint Verdaguer, 171 (Sant Vicenç dels Horts) · Vegeu més fotos d'aquest monument · Carregueu una nova foto d'aquest monument         |
| Habitatge al carrer Barcelona, 233                        |              | Modernisme XX                                        | Sant Vicenç dels Horts C. Barcelona, 233                                                                  | 41° 23′ 56″ N, 2° 00′ 27″ E / 41.398801°N,2.007607°E | IPA-19348     | Habitatge al carrer Barcelona, 233 (Sant Vicenç dels Horts) · Vegeu més fotos d'aquest monument · Carregueu una nova foto d'aquest monument                |
| Habitatge al carrer Barcelona, 144                        |              | Modernisme XX                                        | Sant Vicenç dels Horts C. Barcelona, 144                                                                  | 41° 23′ 48″ N, 2° 00′ 33″ E / 41.396542°N,2.009193°E | IPA-19349     | Habitatge al carrer Barcelona, 144 (Sant Vicenç dels Horts) · Vegeu més fotos d'aquest monument · Carregueu una nova foto d'aquest monument                |
| Habitatge al carrer Barcelona, 138                        |              | Noucentisme XX                                       | Sant Vicenç dels Horts C. Barcelona, 138                                                                  | 41° 23′ 47″ N, 2° 00′ 33″ E / 41.396415°N,2.009261°E | IPA-19350     | Habitatge al carrer Barcelona, 138 (Sant Vicenç dels Horts) · Vegeu més fotos d'aquest monument · Carregueu una nova foto d'aquest monument                |
| Habitatge al carrer Ferrés i Costa, 64                    |              | Noucentisme XX                                       | Sant Vicenç dels Horts C. Ferrés i Costa, 64                                                              | 41° 23′ 14″ N, 2° 00′ 46″ E / 41.387150°N,2.012797°E | IPA-19351     | Habitatge al carrer Ferrés i Costa, 64 (Sant Vicenç dels Horts) · Vegeu més fotos d'aquest monument · Carregueu una nova foto d'aquest monument            |
| Casa Amat                                                 |              | Noucentisme XX                                       | Sant Vicenç dels Horts C. Barcelona, 159                                                                  | 41° 23′ 49″ N, 2° 00′ 32″ E / 41.397049°N,2.008921°E | IPA-19352     | Casa Amat (Sant Vicenç dels Horts) · Vegeu més fotos d'aquest monument · Carregueu una nova foto d'aquest monument                                         |
| Habitatge al carrer Barcelona, 134, Cal Valeri            |              | Modernisme Salvador Valeri Pupurull (atribuïda) 1911 | Sant Vicenç dels Horts C. Barcelona, 134                                                                  | 41° 23′ 47″ N, 2° 00′ 34″ E / 41.396299°N,2.009335°E | IPA-19353     | Cal Valeri (Sant Vicenç dels Horts) · Vegeu més fotos d'aquest monument · Carregueu una nova foto d'aquest monument                                        |
| Habitatge al carrer Sant Miquel, 4                        |              | Noucentisme XX                                       | Sant Vicenç dels Horts C. Sant Miquel, 4 (enderrocat)                                                     | 41° 23′ 38″ N, 2° 00′ 33″ E / 41.393882°N,2.00915°E  | IPA-19354     | Carregueu una nova foto d'aquest monument |
| Cal Sió                                                   | BCIL 2007    | Noucentisme XX                                       | Sant Vicenç dels Horts Pl. Carme Llinàs, 1                                                                | 41° 23′ 17″ N, 2° 00′ 40″ E / 41.388012°N,2.011039°E | IPA-19355     | Cal Sió (Sant Vicenç dels Horts) · Vegeu més fotos d'aquest monument · Carregueu una nova foto d'aquest monument                                           |
| Habitatge a la plaça de la Vila, Cal Font                 |              | Noucentisme XX                                       | Sant Vicenç dels Horts Pl. de la Vila, 3-4                                                                | 41° 23′ 35″ N, 2° 00′ 35″ E / 41.39305°N,2.009779°E  | IPA-19356     | Cal Font (Sant Vicenç dels Horts) · Vegeu més fotos d'aquest monument · Carregueu una nova foto d'aquest monument                                          |
| Habitatge al carrer Barcelona, 4                          |              | Eclecticisme XIX Final                               | Sant Vicenç dels Horts C. Barcelona, 4                                                                    | 41° 23′ 36″ N, 2° 00′ 40″ E / 41.393422°N,2.011179°E | IPA-19357     | Habitatge al carrer Barcelona, 4 (Sant Vicenç dels Horts) · Vegeu més fotos d'aquest monument · Carregueu una nova foto d'aquest monument                  |
| Creu de terme, Creu de Can Ros                            |              | Historicisme XX                                      | Sant Vicenç dels Horts C. Girona, davant església parroquial de St. Josep                                 | 41° 24′ 06″ N, 2° 00′ 20″ E / 41.401562°N,2.005657°E | IPA-30865     | Creu de Can Ros (Sant Vicenç dels Horts) · Vegeu més fotos d'aquest monument · Carregueu una nova foto d'aquest monument                                   |
| Cal Pofrare, Cal Morral, Cal Furés                        |              | Obra popular XVI                                     | Sant Vicenç dels Horts C. Barcelona, 35                                                                   | 41° 23′ 38″ N, 2° 00′ 38″ E / 41.39391°N,2.01060°E   | IPA-31116     | Cal Pofrare (Sant Vicenç dels Horts) · Vegeu més fotos d'aquest monument · Carregueu una nova foto d'aquest monument                                       |
| Casa Baudilio Boloix, Cal Pepito                          |              | Noucentisme XX                                       | Sant Vicenç dels Horts C. Barcelona, 61                                                                   | 41° 23′ 41″ N, 2° 00′ 37″ E / 41.39465°N,2.01015°E   | IPA-50856     | Carregueu una nova foto d'aquest monument |
| Centre Catòlic Popular                                    |              | Noucentisme XX                                       | Sant Vicenç dels Horts C. Torras i Bages, 1 - c. Ramon Camps                                              | 41° 23′ 32″ N, 2° 00′ 31″ E / 41.39211°N,2.00872°E   | IPA-50857     | Carregueu una nova foto d'aquest monument |
| Conjunt urbà del barri del Poble Nou                      |              | Noucentisme XX                                       | Sant Vicenç dels Horts C. Abadessa Reverter - c. Canalejas - c. Ferrer Costa - c. Santa Clara - c. Unitat | 41° 23′ 14″ N, 2° 00′ 42″ E / 41.3871°N,2.0116°E     | IPA-50858     | Carregueu una nova foto d'aquest monument |
| La Rectoria                                               |              | Noucentisme XX                                       | Sant Vicenç dels Horts Pl. Sant Jordi, 5-7                                                                | 41° 23′ 34″ N, 2° 00′ 39″ E / 41.39280°N,2.01097°E   | IPA-50862     | Carregueu una nova foto d'aquest monument |
| Torre Blanca                                              |              | Noucentisme XX                                       | Sant Vicenç dels Horts Travessera de Barcelona, 3                                                         | 41° 23′ 49″ N, 2° 00′ 21″ E / 41.39700°N,2.00583°E   | IPA-50863     | Carregueu una nova foto d'aquest monument |
| Torre Negra                                               |              | Noucentisme XX                                       | Sant Vicenç dels Horts Travessera de Barcelona, 2-4                                                       | 41° 23′ 49″ N, 2° 00′ 23″ E / 41.39683°N,2.00645°E   | IPA-50864     | Carregueu una nova foto d'aquest monument |
| Restes del pont de la Palanca de la riera de Torrelles    | BCIL 2021    | XX                                                   | Sant Vicenç dels Horts                                                                                    |                                                      | IPA-51047     | Restes del pont de la Palanca de la riera de Torrelles (Sant Vicenç dels Horts) · Modifica el valor a Wikidata · Carregueu una nova foto d'aquest monument |
| Masia de Can Coll                                         | BCIL 2007    | Obra popular XVII, XX                                | Sant Vicenç dels Horts Camí de Can Coll, 2                                                                | 41° 23′ 08″ N, 2° 00′ 27″ E / 41.38551°N,2.00741°E   | IPA-54425     | Carregueu una nova foto d'aquest monument |
| Can Sala, Ca n'Alegre                                     | BCIL 2007    | XVI-XX                                               | Sant Vicenç dels Horts C. del Serral, 114                                                                 | 41° 24′ 11″ N, 2° 00′ 23″ E / 41.40311°N,2.00638°E   | IPA-54426     | Carregueu una nova foto d'aquest monument |
| Can Mallol, Can Mallol de la Muntanya                     | BCIL 2007    | Obra popular XVI-XVII                                | Sant Vicenç dels Horts C. de Mallol - camí de Sant Roc, 2                                                 | 41° 22′ 52″ N, 2° 00′ 43″ E / 41.38098°N,2.01188°E   | IPA-54435     | Carregueu una nova foto d'aquest monument |
| Masia de Can Costa, Can Costa de la Muntanya, Mas Aravitg | BCIL 2007    | Obra popular XVI                                     | Sant Vicenç dels Horts C. Urbanizació Ciutat del Remei                                                    | 41° 23′ 14″ N, 1° 59′ 28″ E / 41.38711°N,1.99122°E   | IPA-54441     | Carregueu una nova foto d'aquest monument |